# Nice-8 (tổng)
Tổng Nice-8 là một tổng của Pháp. Tổng này nằm ở tỉnh Alpes-Maritimes trong vùng Provence-Alpes-Côte d’Azur.

## Các đơn vị hành chính
Tổng Nice-8 gồm một phần của Nice.
Các khu phố của Nice nằm trong tổng này:
- Les Baumettes
- Grosso/Saint Philippe cùng với Nhà thờ Nga và Công viên Impérial

## Lịch sử
| Ngày bầu cử | Tên                  | Đảng | Tư cách                        |
| ----------- | -------------------- | ---- | ------------------------------ |
|             |                      |      |                                |
| 1985        | M. Christian Estrosi | RPR  |                                |
| 1992        | M. Christian Estrosi | RPR  |                                |
| 1994        | M. Olivier Bettati   | RPR  |                                |
| 1998        | M. Olivier Bettati   | RPR  |                                |
| 2004        | M. Olivier Bettati   | UMP  | Adjoint au Thị trưởng của Nice |

## Biến động dân số
| 1882                                         | 1926 | 1962 | 1968 | 1975 | 1982 | 1990 | 1999   |
|                                              |      |      |      |      |      |      | 21 337 |
| -------------------------------------------- | ---- | ---- | ---- | ---- | ---- | ---- | ------ |
| Số liệu từ năm 1990: Dân số không tính trùng |      |      |      |      |      |      |        |